# Konvexní obal
Podobně jako je lineární obal definován pro lineární kombinace jisté množiny vektorů, lze ve vektorových prostorech definovat i obaly vektorů ve vztahu ke konvexním kombinacím.

Konvexní obal množiny vektorů v rovině. Můžeme si představit, že okraj obalu je určený gumičkou nataženou kolem vektorů.

## Definice
Mějme {\displaystyle \scriptstyle V} vektorový prostor nad tělesem {\displaystyle \scriptstyle T} a {\displaystyle \scriptstyle {\vec {x}}_{1},\ldots ,{\vec {x}}_{n}} množinu vektorů z {\displaystyle \scriptstyle V}. Množinu všech konvexních kombinací této sady vektorů nazýváme konvexní obal vektorů {\displaystyle \scriptstyle {\vec {x}}_{1},\ldots ,{\vec {x}}_{n}} (angl. convex span, convex hull či convex envelope). Někdy se konvexní obal zmíněných vektorů značí jako {\displaystyle \scriptstyle [{\vec {x}}_{1},\ldots ,{\vec {x}}_{n}]_{\kappa }}. V matematické symbolice tedy
{\displaystyle [{\vec {x}}_{1},\ldots ,{\vec {x}}_{n}]_{\kappa }\equiv \left\{\sum _{i=1}^{n}\alpha _{i}{\vec {x}}_{i}{\Bigg |}(\forall i\in {\hat {n}})(\alpha _{i}\in T\wedge \alpha _{i}\geq 0)\wedge \sum _{i=1}^{n}\alpha _{i}=1\right\},}
kde {\displaystyle \scriptstyle {\hat {n}}\equiv \{1,\ldots ,n\}}.

## Vlastnosti
Mějme vektorový prostor {\displaystyle \scriptstyle V} nad tělesem {\displaystyle \scriptstyle T}. Pro konvexní obaly vektorů z {\displaystyle \scriptstyle V} lze odvodit mimo jiné následující vlastnosti ({\displaystyle \scriptstyle {\hat {n}}\equiv \{1,\ldots ,n\}}).
- Konvexní obal daných vektorů obsahuje i tyto vektory samotné. Neboli

{\displaystyle (\forall n\in \mathbb {N} )(\forall i\in {\hat {n}})({\vec {x}}_{i}\in [{\vec {x}}_{1},\ldots ,{\vec {x}}_{n}]_{\kappa })}
Důkaz: Doplnit...
- Konvexní obal je skutečně konvexní množina.

Důkaz: Doplnit...
- Konvexní obal daných vektorů je nejmenší konvexní podmnožina vektorového prostoru obsahující tyto vektory, tj.

{\displaystyle [{\vec {x}}_{1},\ldots ,{\vec {x}}_{n}]_{\kappa }=\bigcap _{K\ {\text{je konvexní}},\ K\subset V,\ \{{\vec {x}}_{1},\ldots ,{\vec {x}}_{n}\}\subset K}K}
Důkaz: Doplnit...